# Cohors III Brittonum Veterana equitata
La Cohors III Brittonum Veteranorum equitata fue una unidad de auxilia de infantería del ejército del Imperio Romano del tipo cohors quinquagenaria equitata, cuya existencia está constatada desde el tercer tercio del siglo I hasta finales del segundo tercio del siglo II.

## Reclutamiento ysigloI

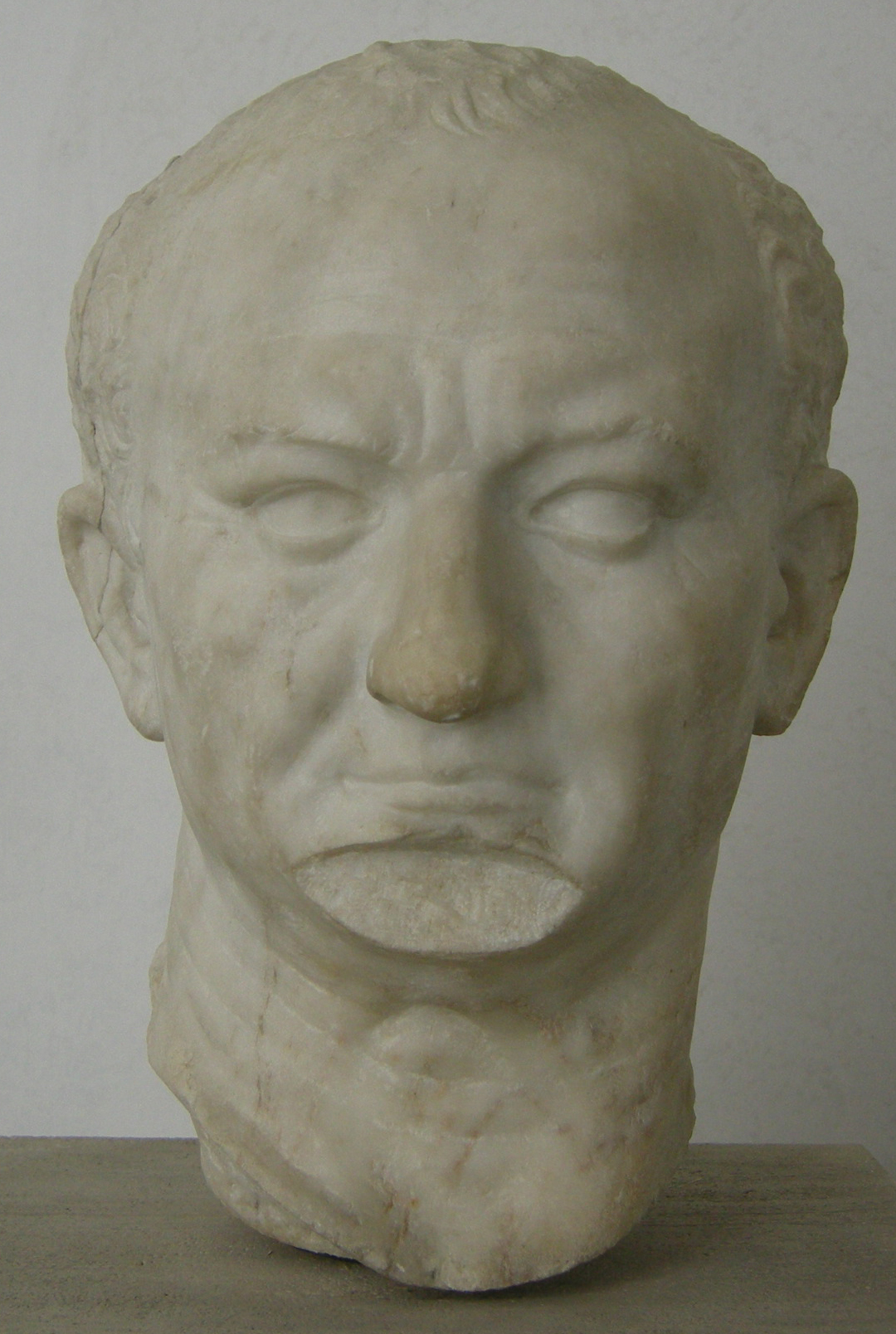
Retrato de Vespasiano, emperador que ordenó el reclutamiento de la Cohors III Brittonum Veterana equitata hacia 75.

Esta cohorte fue reclutada por orden del emperador Vespasiano en 75 en la provincia Britannia entre los libres no ciudadanos de las tribus britonas, por lo que recibió el epíteto Brittonum. Dicha leva debe relacionarse con la reorganización y nueva creación de unidades del ejército romano a consecuencia de la gran destrucción de unidades auxiliares producida durante la guerra civil de 68-69 y la rebelión de los bátavos de 70-71, en la que, incluso, algunas unidades habían dejado de ser fiables para el Imperio. Su reclutamiento también tiene que ver con la conclusión de las operaciones de Petilio Cerial en Brittania, que hizo aconsejable retirar potencial a las belicosas tribus britonas alistando una parte de sus jóvenes en el ejército romano y enviándolos lejos de su lugar de origen, por lo que la nueva cohorte fue destinada inmediatamente a la provincia Moesia Superior,  en el limes danubiano, cuya guarnición de auxilia había sido reducida para apoyar a las tropas de Marco Antonio Primo favorables a Vespasiano contra Vitelio y para proporcionar tropas suplementarias a Cerial para acabar con la rebelión bátava.
Se desconoce el lugar concreto donde fue acuartelada en Moesia Superior, pero bajo Domiciano debió participar en las operaciones de su guerra dacia, logrando sobrevivir a esta campaña. 

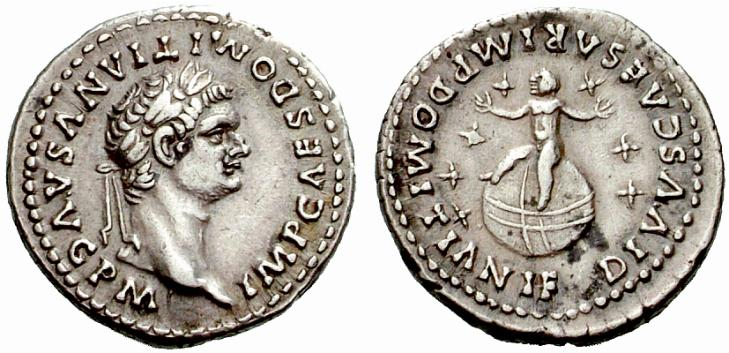
Denario de Domiciano, emperador bajo el cual la Cohors III Brittonum Veterana equitata combatió en la guerra contra los dacios de 86 a 92.

En algún momento de este período final del siglo I fue dirigida por un  Praefectus cohortis anónimo natural de Aquileya, en el Norte de Italia.

## La unidad bajoTrajanoy durante el siglo II
La Cohors VI Brittonum continuaba formando parte de la guarnición de Moesia Superior a comienzos del imperio de Trajano, cuando aparece recogida en varios ejemplares de un  Diploma militaris fechado el 8 de mayo de 100. También está atestiguada su presencia en otro Diploma militaris dtado el 16 de mayo de 101, en víperas del inicio de la primera guerra dacia de Trajano, ya que esta cohorte participó activamente en esta guerra de 101-102 y también en la Segunda Guerra de 105-106, penetrando en el territorio del reino Dacio de Decébalo, participando en la construcción del castellum Dobreta (Rumanía) , en la orilla Dacia del Danubio, como atestiguan materiales de construcción siglados con su figlina y del   castellum situado bajo la actual Bucarest, capital de Rumanía, como indican otros materiales de construcción también sellados con su figlina
En algún momento de estas guerras fue dirigida por el Praefectus cohortis Didio Novato, quien fue condecorado durante estas campañas trajaneas.
Terminadas las Guerras Dácicas, la unidad regresó a Moesia Superior a sus labores habituales de guarnición en el limes del Danubio y así aparece atestiguada en un Diploma militaris de 113, así como en otro Diploma militaris de 115, en cuyos ejemplares aparece la unidad con el epíteto honorífico de  Veterana o  veteranorum, que parece indicar que era la unidad auxiliar más antigua de la provincial, o bien que una gran mayoría de sus hombres renunciaron en ese momento a la  honesta missio, permaneciendo en filas durante el complejo periodo de la expeditio Parthica de trajano de 114-117, que debió dejar la guarnición de  Moesia Superior reducida al mínimo, por lo que la experiencia de estos veteranos era muy necesaria y ello llevó al emperador a conceder a toda la cohorte este epíteto, que ya no perdería en el resto de su historia.

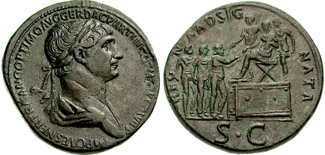
Sestercio de Trajano, emperador que concedió a la Cohors III Brittonum equitata el epíteto honorífico de Veterna/Veteranorum hacia 115.

En esta época o poco después, fue dirigida por el  Praefectus cohortis  Cayo Nonio Cepiano, natural de Armium (Rímini, Italia)
Bajo Adriano, la unidad seguía formando parte de la guarnición de Moesia Superior como atestiguan los Diplomata militaris de 127 y de 9 de septiembre de 132

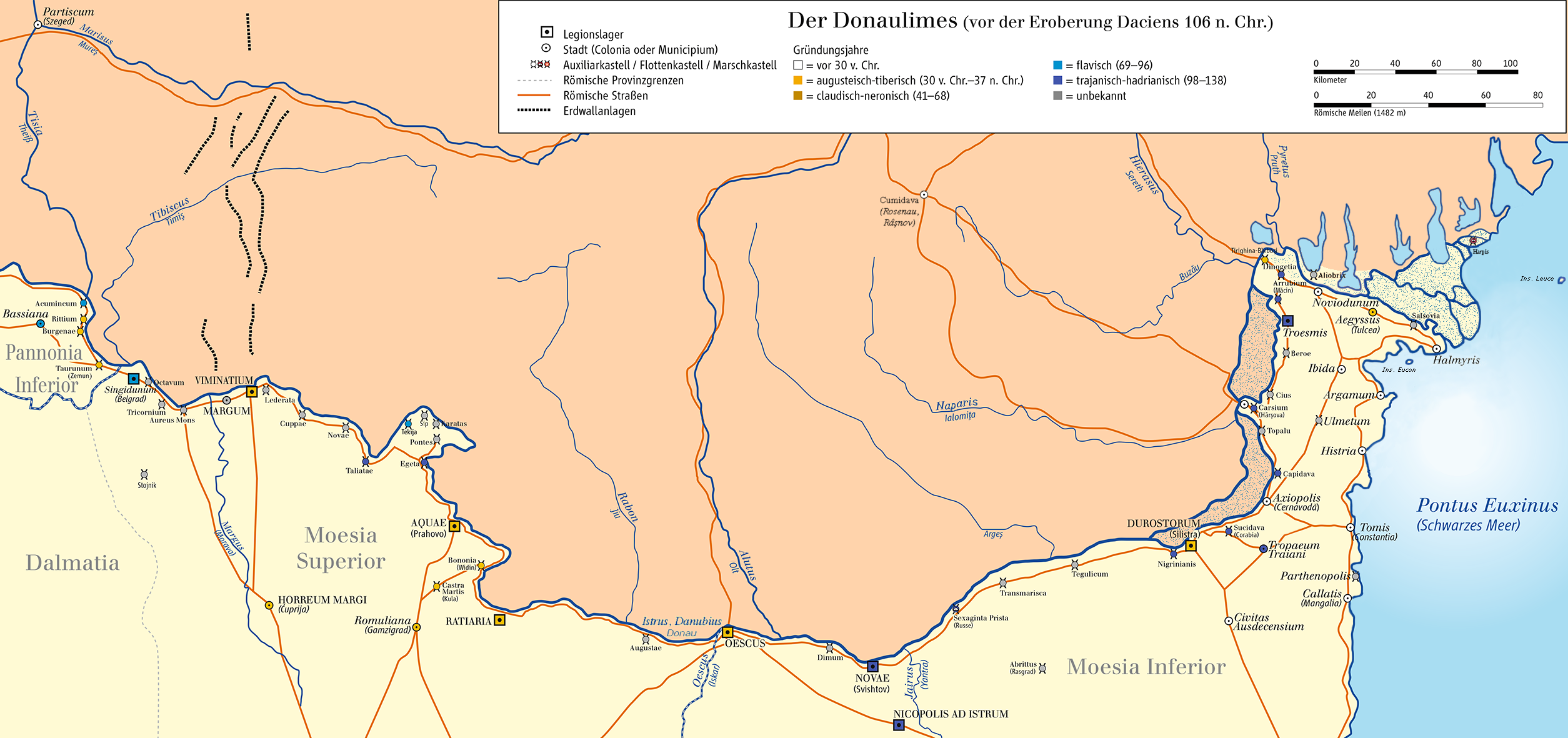
Mapa del limes del bajo Danubio, empezando en la provincia Moesia Superior, en la cual estuvo de guarnición la Cohors III Brittonum Veterana equitata.

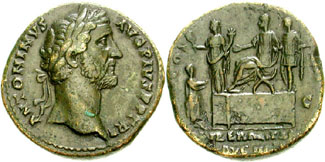
Denario de Antonino Pío, emperador bajo el cual se emitieron varios Diplomata militaris en favor de soldados de la Cohors III Brittonum Veterana equitata.

Bajo Antonino Pío, la cohorte continuaba formado parte de la guarnición de Moesia Superior como indica el Diploma militaris fechado el 20 de enero de 151, en el que uno de los beneficiados con la licencia fue el soldado de infantería de esta cohorte Siasus Decinaei f(ilius) Caecom(us) natural de la propia Moesia, siendo su jefe como Praefectus cohortis el caballero itálico Marco Blosio Vestal, natural de Capua, en la Regio I de Italia. Este mismo prefecto continuaba dirigiendo la unidad dos años después, como atestigua el  Diploma militaris de 5 de marzo de 153, emitido en favor del soldado de infantería de esta cohorte Sentius Senti f(ilius) Valens, natural de Sirmium (Sremska Mitrovica, Serbia) en Pannonia Inferior.
Otro Diploma militaris de 24 de abril de 157, del que se conservan bastantes ejemplares, atestigua que la unidad continuaba de guarnición en la provincia Moesia Superior, destacando un ejemplar que fue emitido en favor del veterano de infantería de origen oriental de la cohorte Himerus Callistrati f(ilius) Laudus, que era dirigida en es momento por el Praefectus cohortis Quinto Clodio Segundo.
Otro Diploma militaris indica que la cohorte seguía en Moesia Superior en 160.
El último testimonio de la cohorte corresponde con un último Diploma militaris fechado el 8 de febrero de 161, un mes antes del fallecimiento de Antonino Pío, que indica que la unidad seguía en Moesia Superior.
No se conservan más testimonios sobre esta unidad, por lo que debió participar en los inicios de las guerras marcomanas de Marco Aurelio en 168-169 y ser destruida en ella o por la terrible epidemia de peste que, procedente de Parthia, asoló el Imperio en esos años.

## Bibliografía

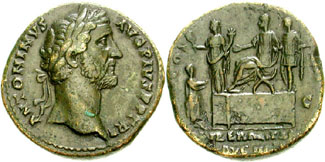
Denario de Antonino Pío, emperador bajo el cual se emitieron varios Diplomata militaris en favor de soldados de la Cohors III Brittonum Veterana equitata.